# قاشاي
قاشاي (بالروسية: Кошой)، (باللاتينية: Koshoy) (بالعربية: قاشاي)، قرية في مقاطعة تشوي في قيرغيزستان. بلغ عدد سكانها حوالي 1،865 نسمة في عام 2009.